# Atlantoraja platana
Atlantoraja platana är en rockeart som först beskrevs av Günther 1880.  Atlantoraja platana ingår i släktet Atlantoraja och familjen egentliga rockor. IUCN kategoriserar arten globalt som sårbar. Inga underarter finns listade.